# Traktor Tom
Traktor Tom (ang. Tractor Tom) – serial animowany produkcji brytyjskiej. Zawiera 52 odcinki. Serial opowiada o przygodach traktorka Toma mieszkającego na pewnej farmie. Każdy kilkunastominutowy odcinek opowiada historię z życia bohatera i jego wiernych przyjaciół.

## Bohaterowie
- Tom – traktor. Zawsze ma świetne pomysły i jest jedną z głównych maszyn pracujących na farmie. Często pomaga Uli w problemach. Zawsze kiedy wpadnie na pomysł, jego lampa ostrzegawcza zaczyna się świecić.
- Mateusz mieszka w przyczepie kempingowej i pracuje na farmie dla Uli. Ma samochód – Stara.
- Ula – gospodyni farmy. Zatrudniła Mateusza do pomocy.
- Kombajnik – jeden z pracowników farmy. Kombajnik to kombajn zbożowy. Zawsze najbardziej pracuje podczas czasów zbierania zbóż. Jest bardzo stary i opowiada Maluszkowi mnóstwo historii. Czasami lunatykuje.
- Brumka (tylko w sezonie drugim) – psotny motocykl. Ma różowy kolor.
- Maluszek – kolejny pracownik farmy. Maluszek to quad, który może jedynie przenosić małe towary, ale za to bardzo szybko. Jest młody i często żartuje sobie razem z osiołkiem. Lubi słuchać opowieści kombajnika.
- Star (ang. Rev, a także po polsku "gwiazda") – samochód Mateusza. Nie jest pracownikiem farmy, ale od czasu do czasu pomaga Mateuszowi, który z kolei pomaga na farmie. Uważa maluszka za mało pożytecznego. Bardzo lubi swój klakson.
- Lotka (tylko w sezonie drugim) – nowy pojazd na farmie. Jest samolotem. Z powodu wieści o jej przybyciu wszyscy myśleli, że przez to są bezużyteczni.
- Owce – 6 owiec. Są bardzo żartobliwe i bardzo odkrywcze. Często znajdują różne rzeczy, przy których mogą siedzieć cały dzień, np. ślizgawka.
- Mo – krowa; jako jedyna na farmie nie ma najbliższego przyjaciela, przez co jest czasami smutna. Bardzo lubi dzwonki.
- Grzywka – Grzywka jest koniem. Bardzo lubi osiołka i jest dla niego prawie jak matka.
- Kury – na farmie są trzy kury. Mają i tak jak na ich liczbę dość duży kurnik. Uwielbiają swoje pisklęta.
- Osiołek – jeszcze młody osiołek, często głupio żartuje sobie z innych razem z maluszkiem. Uwielbia kostki cukru.
- Wak i Kwak – dwa kaczory. Obaj są przyjaciółmi, bardzo lubią swoje dwa pluszowe misie.
- Reksia – pies Uli. Bardzo często pilnuje owce, i wręcz to lubi. Mimo pozorów, bardzo lubi Mruczkę.
- Mruczka – kot Uli. Jest bardzo senna, ale czasami może być energiczna. Mimo pozorów, bardzo lubi Reksię.

## Wersja polska

### Seria I
Bohaterom głosów użyczyli:
- Katarzyna Łukaszyńska – Ula
- Darek Błażejewski – Mateusz
- Andrzej Chudy – Narrator

Wersja polska: GMC Studio
Lektor: Andrzej Chudy

### Seria II
Wersja polska: Studio Sonica na zlecenie BBC Worldwide

Reżyseria:
- Jerzy Dominik,
- Miriam Aleksandrowicz

Dialogi polskie: Marta Rucińska

Dźwięk i montaż:
- Agnieszka Stankowska,
- Jarek Wójcik

Organizacja produkcji: Piotr Pluciński

Wystąpili:
- Jakub Molęda – Tom
- Andrzej Chudy – Narrator
- Katarzyna Łukaszyńska – Ula
- Dariusz Błażejewski – Mateusz
- Brygida Turowska – Maluszek
- Monika Węgiel – Kombajnik
- Klementyna Umer – Brumka
- Leszek Zduń – Star
- Magdalena Karel – Lotka

Lektor tyłówki: Radosław Popłonikowski

## Spis odcinków
| Nr             | Polski tytuł               | Angielski tytuł      |
| -------------- | -------------------------- | -------------------- |
|                |                            |                      |
| SERIA PIERWSZA |                            |                      |
|                |                            |                      |
| 01             | Telefon                    | Ring Tone            |
|                |                            |                      |
| 02             | Tom na estradzie           | Showtime Tom         |
|                |                            |                      |
| 03             | Sok jabłkowy               | Apple Squash         |
|                |                            |                      |
| 04             | Tom owieczka               | Baa Baa Tom Sheep    |
|                |                            |                      |
| 05             | Szalony football           | Football Crazy       |
|                |                            |                      |
| 06             | Kąpiel                     | Clean Machine        |
|                |                            |                      |
| 07             | Fruwający Maluszek         | Fly Away Buzz        |
|                |                            |                      |
| 08             | Gdzie jedziesz Kombajniku? | Where’s Wheezy?      |
|                |                            |                      |
| 09             | Dzień Sportu               | Sports Day           |
|                |                            |                      |
| 10             | Wielki skok                | The Big Jump         |
|                |                            |                      |
| 11             | Zadanie dla Maluszka       | A Job for Buzz       |
|                |                            |                      |
| 12             | Poszukiwacze skarbów       | Treasure Trail       |
|                |                            |                      |
| 13             | Wielki bal                 | A Carnival for Fi    |
|                |                            |                      |
| 14             | Koncert na farmie          | Musical Mayhem       |
|                |                            |                      |
| 15             | Smutna Mu                  | Mo’s Low             |
|                |                            |                      |
| 16             | Nowy strach na wróble      | The New Scarecrow    |
|                |                            |                      |
| 17             | Sekret kombajnika          | The Wheezy Files     |
|                |                            |                      |
| 18             | Wielki piknik              | The Big Picnic       |
|                |                            |                      |
| 19             | Ulubione rzeczy            | Show & Tell          |
|                |                            |                      |
| 20             | Siła kwiatów               | Flower Power         |
|                |                            |                      |
| 21             | Wielki gem                 | Anyone for Tennis?   |
|                |                            |                      |
| 22             | Wystraszone kury           | Haywire Hens         |
|                |                            |                      |
| 23             | Wielki dół                 | The Big Hole         |
|                |                            |                      |
| 24             | Niespodzianka dla Uli      | Surprise for Fi      |
|                |                            |                      |
| 25             | Pracowity dzień Toma       | Tom’s Busy Day       |
|                |                            |                      |
| 26             | Rodeo                      | Rodeo                |
|                |                            |                      |
| SERIA DRUGA    |                            |                      |
|                |                            |                      |
| 27             | Maluszek chce pomagać      | Buzz helps out       |
|                |                            |                      |
| 28             | Nowa piłka                 | The new football     |
|                |                            |                      |
| 29             | Zabawa w chowanego         | Hide and seek        |
|                |                            |                      |
| 30             | Poza zasięgiem             | Out of reach         |
|                |                            |                      |
| 31             | Nie ma jak kąpiel          | All For A Wash       |
|                |                            |                      |
| 32             | Kłopoty z przyczepą        | Trailer Trouble      |
|                |                            |                      |
| 33             | Nowa sztuczka              | Trail of Tricks      |
|                |                            |                      |
| 34             | Nowy pojazd                | The New Vehicle      |
|                |                            |                      |
| 35             | Ratownik Maluszek          | Buzz to the rescue   |
|                |                            |                      |
| 36             | Brumka i potwory           | Rora’s Monsters      |
|                |                            |                      |
| 37             | Szczenięce kłopoty         | Puppy Problems       |
|                |                            |                      |
| 38             | Oaza spokoju               | Quiet Place          |
|                |                            |                      |
| 39             | Lotko wracaj               | Come Back Dusty      |
|                |                            |                      |
| 40             | Wielki wyścig owiec        | The Great Sheep Race |
|                |                            |                      |
| 41             | Mateusz i obowiązki        | Matt’s in Charge     |
|                |                            |                      |
| 42             | Defilada                   | The Farm Parade      |
|                |                            |                      |
| 43             | Brumka i deszcz            | Rora and the Rain    |
|                |                            |                      |
| 44             | Kombajnik lata             | Wheezy Wings         |
|                |                            |                      |
| 45             | Chcę być ekstra            | Rev the Hero         |
|                |                            |                      |
| 46             | Wielka przygoda            | The Big Adventure    |
|                |                            |                      |
| 47             | Piosenka dla wszystkich    | A Song for the Farm  |
|                |                            |                      |
| 48             | Dwa kombajny               | Two Harvesters       |
|                |                            |                      |
| 49             | Marchewkowy taniec         | Carrot Dance         |
|                |                            |                      |
| 50             | Tom wysiaduje jajko        | Tom Hatches an Egg   |
|                |                            |                      |
| 51             | Gwiazdą być                | Cool for Trucks      |
|                |                            |                      |
| 52             | Dzikie kaczki              | Wild Ducks           |
|                |                            |                      |